# Sarah Piccirillo
Sarah Piccirillo (27 september 2004) is een Belgisch thaikbokster.

## Levensloop
Piccirillo - afkomstig uit Luik - werd actief in het thaiboksen op haar 11 jaar. In 2019 behaalde ze zilver op het wereldkampioenschap voor junioren (14-15 jaar). en in 2022 werd ze zowel Europees als wereldkampioen (-60kg) in de leeftijdscategorie 16-17 jaar.
Op de Europese Spelen van 2023 in het Poolse Myślenice behaalde ze brons in de categorie -60kg. In de halve finale verloor ze van de Turkse Kübra Kocakuş.